# Miki Inoue (Fußballspieler)
Miki Inoue (japanisch 井上 樹 Inoue Miki; * 28. Mai 2001 in Kōfu, Präfektur Yamanashi) ist ein japanischer Fußballspieler.

## Karriere
Miki Inoue erlernte das Fußballspielen in der Schulmannschaft der Haguro Secondary School, in der Jugendmannschaft von Ventforet Kofu sowie in der Universitätsmannschaft der Meiji-Universität. Seinen ersten Vertrag unterschrieb er am 1. Februar 2024 bei seinem Jugendverein Ventforet Kofu. Der Verein aus Kōfu, einer Stadt in der Präfektur Yamanashi, spielt in der zweiten Liga, der J2 League. Sein Zweitligadebüt gab Inoue am 3. April 2024 (8. Spieltag) im Heimspiel gegen Shimizu S-Pulse. Bei der 0:1-Heimniederlage stand er in der Startelf und spielte die kompletten 90 Minuten.